# Mefin
Mefin – rumuński producent aparatury wtryskowej do silników wysokoprężnych i podzespołów dla przemysłu samochodowego z siedzibą w Sinaia.

## Historia
Emil Costinescu, rumuński przedsiębiorca, w 1892 roku zakłada fabrykę w Sinaia w celu produkcji gwoździ, śrub i nakrętek. W 1948 roku następuje nacjonalizacja prywatnych własności i przedsiębiorstwa na własność rumuńskiego rządu. W 1953 roku rozpoczęto produkcję aparatury wtryskowej. W 1967 roku zostaje nabyta 10-letnia licencja na rzędową aparaturę wtryskową od niemieckiej firmy Bosch. W 1969 roku zostaje nabyta 10-letnia licencja na rotacyjną aparaturę wtryskową od angielskiej firmy Lucas-CAV (obecnie część Delphi). 1990 roku od fabryki odłącza się dział wtryskiwaczy z Breazy tworząc firmę Hidrojet. W 1995 roku rumuński rząd rozpoczął proces prywatyzacji. W 2003 roku zostaje zakończony proces prywatyzacji a właścicielem staje się amerykańskie Walbridge Group.